# Арчнет
Арчнет (осет. Арчънет; груз. არკნეთი — Аркнети) — село в Закавказье. Согласно юрисдикции Южной Осетии, фактически контролирующей село, расположено в Знаурском районе, согласно юрисдикции Грузии — в Карельском муниципалитете.

## География
Расположено на реке Проне Восточная (приток реки Кура) к северу от села Нул (до августа 2008 года — грузинское, затем под контролем РЮО).

## Население
По переписи населения 1989 года в селе жило 177 человек, из которых осетины составили 112 человек (65 %), грузины - 65 человек (35 %).
По переписи 2002 года (проведённой властями Грузии, контролировавшей часть Знаурского района на момент проведения переписи) в селе жило 62 человека, в том числе осетины составили 19 %, грузины — уже 79 % от всего населения.
По переписи 2015 года (проведённой властями Южной Осетии), численность населения села составила 108 жителей.

## Топографические карты
- Лист карты K-38-64 Цхинвали. Масштаб: 1 : 100 000. Состояние местности на 1987 год. Издание 1989 г.